# Paratrechalea galianoae
Espèce
Paratrechalea galianoae est une espèce d'araignées aranéomorphes de la famille des Trechaleidae.

## Distribution
Cette espèce se rencontre en Argentine dans la province de Misiones et au Brésil dans les États du Rio Grande do Sul, de Santa Catarina, du Paraná, de São Paulo, de Rio de Janeiro et du Minas Gerais,.

## Description
La carapace de la femelle holotype mesure 3,8 mm de long sur 3,5 mm de large et l'abdomen 3,7 mm de long.
La carapace du mâle décrit par Silva, Lise, Buckup et Brescovit en 2006 mesure 4,10 mm de long sur 3,65 mm de large et l'abdomen 4,70 mm de long.

## Étymologie
Cette espèce est nommée en l'honneur de María Elena Galiano.

## Publication originale
- Carico, 2005 : Descriptions of two new spider genera of Trechaleidae (Araneae, Lycosoidea) from South America. Journal of Arachnology, vol. 33, no 3, p. 797-812 (texte intégral).